# Karel Rutar
Karel Rutar, slovenski, zdravnik, *  9. julij 1905, Gorica, † 22. september 1977, Gorica.
Ljudsko šolo in gimnazijo je obiskoval v rojstnem kraju. Medicino je študiral v Torinu in Padovi, kjer je leta 1930 tudi promoviral. Nekaj let je služboval na Dunaju, nato je bil v letih 1936−1944 zdravnik v bolnišnici usmiljenih bratov v Gorici. Med 2. svetovno vojno se je vključil v Osvobodilno fronto ter zdravil borce narodnoosvobodilne borbe in aktiviste OF v vipavski dolini in Brdih. Avgusta 1944 je odšel v partizane in bil imenovan za sanitetnega referenta kobariškega vojnega področja. Decembra 1944 je prevzel premično bolnišnico 
30. divizije. Po osvoboditvi se je vrnil v Gorico in bil 12. maja 1945 izvoljen za predsednika goriškega Mestnega izvršnega odbora, katerega so sestavljali zastopniki Slovencev in Italijanov. Odbor naj bi do prvih rednih volitev kot občinski odbor izvajal oblastno funkcijo v Gorici. To začasno mestno upravo je nato Zavezniška vojaška uprava v Trstu ukinila. Rutar se je nato vrnil v zdravniški poklic. Bil je splošni zdravnik v Šempetru pri Gorici, Gorici in nazadnje občinski in šolski zdravnik v Števerjanu.